# Enciklopedio Kalblanda
Энциклопедия Калбланда (эсп. Enciklopedio Kalblanda) — первая интернет-энциклопедия на эсперанто. Была основана 11 января 1996 Стефаном Калбом (эсп. Stefano KALB). Редактировалась с 1996 года по 2001. Тексты энциклопедии (но не картинки) распространялись под лицензией GFDL. Энциклопедия включала в себя 139 статей.
В декабре 2001 года статьи энциклопедии были загружены в Википедию на эсперанто. В дальнейшем энциклопедия Калбланда не редактировалась. Калб редактировал Википедию на эсперанто в 2001—2007 годах.